# لیبرتی هنوز ایستاده‌است
لیبرتی هنوز ایستاده‌است (به انگلیسی: Liberty Stands Still) فیلمی محصول سال ۲۰۰۲ آمریکا به کارگردانی کاری اسکاگلند است. در این فیلم بازیگرانی همچون وسلی اسنایپس، لیندا فیورنتینو ایفای نقش کرده‌اند.

## خلاصه داستان
لیبرتی والاس همسر یکی از بزرگترین صادر کنندگان اسلحه است. اما یک تک‌تیرانداز به نام جو (وسلی اسنایپس) در یک میدان پُر تردد، لیبرتی را هدف گرفته و از طریق موبایل دستورهایی به او می‌دهد و از او می‌خواهد تا خود را به یک بمب زنجیر کند تا از این طریق، از همسرِ لیبرتی امتیازهایی بگیرد و با او ملاقات کند و…